# Fore (Irlande)
Fore (en irlandais : Baile Fhobhair) est un village, à côté des ruines de l'ancienne abbaye bénédictine de Fore Abbey, situé au nord de Lough Lene dans le comté de Westmeath, en Irlande . 
Le village (paroisse sœur de Collinstown St. Mary's) est situé dans une vallée entre deux collines : la colline de Ben, la colline de Houndslow et la zone de montée d'Ankerland. On peut y trouver les ruines d'un monastère chrétien, qui avait été peuplé à une époque par des moines bénédictins français d' Évreux, en Normandie . 
Fore est la version anglicisée du nom irlandais Baile Fhobhair qui signifie « la ville des sources d'eau » et a été donnée à la région après la source de Saint-Feichin ou bien, qui est à côté de l'ancienne église à une courte distance de l'endroit où le monastère en ruine encore debout. C'est saint Feichin qui a fondé l'ancienne abbaye de Fore vers 630. En 665 (époque de la peste de Justinien), 300 moines vivaient dans la communauté. 
Un autre aspect important de Fore sont les Croix de Fore qui se trouvent dans le village de Fore. Il y a dix-huit croix ; certaines croix sont simples (plus susceptibles à l'érosion éolienne et pluviale) tandis que d'autres restent encore sculptées. Celles-ci sont réparties sur onze kilomètres environ sur les routes et dans les champs et ont témoigné de la persécution religieuse pendant les périodes pénales.